# 物部五十琴
物部 五十琴（もののべ の いこと、生没年不詳）は、古墳時代の豪族・物部連の一人。

## 概要
別名に五十琴宿禰連公（いことのすくねのむらじのきみ）、伊己止足尼、伊己燈宿禰、伊己止足尼大連などがある。
『先代旧事本紀』「天皇本紀」によると神功皇后摂政3年1月3日に大連となったとされ、同「天孫本紀」には宿禰となったことが伝わるが、『記紀』にはこの時期の物部連一族の動向が全く伝わらない（後述）。

## 系譜
『新撰姓氏録』によると饒速日命の十世孫または十一世孫。『先代旧事本紀』「天孫本紀」や各種系図史料では饒速日命の九世孫とされ、父は胆咋宿禰、母は市師宿禰（壱志県造）の祖・穴太足尼の娘である比咩古命。同族の多遅摩連公の娘である香児媛を妻として伊莒弗連公、佐為連、氷連、登見連、田部連、高橋連、刑部造らの祖・麦入連公、佐為連、猪名部造らの祖・石持連公の三子を生んだ。